# Краузе, Сигрун
Сигрун Краузе (нем. Sigrun Krause; 28 января 1954 года, Штайнбах) — восточногерманская лыжница, призёрка Олимпийских игр и чемпионата мира. Мать известного лыжника Йенса Фильбриха. 

## Карьера
На Олимпийских играх 1976 года в Инсбруке, завоевала бронзовую медаль в эстафете, а также заняла 16-е место в гонке на 5 км и 12-е место в гонке на 10 км.
На чемпионате мира-1974 в Фалуне завоевала бронзу в эстафетной гонке.
Трижды побеждала на чемпионатах ГДР, в гонке на 5 км в 1974 году и в гонках на 10 км в 1973-м и 1975 годах.